# Teenage Mutant Ninja Turtles: The Manhattan Missions
Teenage Mutant Ninja Turtles: The Manhattan Missions är ett MS-DOSspel från 1991 baserat på Teenage Mutant Ninja Turtles. Målet i spelet är att fullfölja ett antal sidscrollande nivåer som avslutas med en slutstrid med Shredder. Mellan uppdragen kan spelaren vila, och återhämta poäng, men det finns en begränsad tid inom vilken man måste hitta Shredder, innan han hinner ta över hela staden. Spelet skapades för att spelas med tangentbrädan. Varje sköldpadda bär sitt signaturvapen och kaststjärnor.

## Spelupplägg
Spelupplägget liknar det i Prince of Persia. Varje sköldpadda kan dra sitt vapen för strid, och stoppa tillbaka det. Med ett tryck på Enter anfaller sköldpaddorna och med mellanslag blockeras fiendens anfall.

## Kopplingar till Mirageserierna/1987 års tecknade TV-serie/långfilmerna
Medan övriga spel främst var baserade på 1987 års tecknade TV-serie, fanns här även fler referenser till Mirageserierna och långfilmerna. Inledningsberättelsen är löst baserad på nummer 1 av Mirageserierna men Oroku Nagi och Tang Shen nämns inte och sköldpaddornas första ord är pizza, som i den första långfilmen. Sköldpaddorna räddar April O'Neil från en grupp Fotsoldater till skillnad från gänget i filmen och i TV-serien samt mouserrobotarna i Mirageserierna. Spelets titelskärm är nästan en identisk återskapning av andra och tredjesidan av Eastman and Laird's TMNT nummer 1. Här har sköldpaddorna dock sina karakteristiska bandanas. Sköldpaddornas ögon syns inte, och de glada munnarna från TV-serien syns inte. Likheter med Mirageserierna är Shredders röda rustning, Shredders bas, Fotsoldaterna (även om deras rustning är svart/röd), Triceratons, och maffian. Likheter med 1987 års TV-serie är Bebop och Rocksteady, vilka medverkar som bossar, och en vit Baxter Stockman samt April O'Neil som reporter som i TV-serien och långfilmerna och hennes gula kläder från TV-serien a reporter, men påminde utseendemässigt även om långfilmsversionerna där hon spelades av Paige Turco. Likheter med långfilmerna är Splinters karaktär, och Tatsu medverkar. Även Casey Jones är en huvudkaraktär, som i Miragesernerna och långfilmerna. Då han i Mirageserierna och långfilmen inte officiellt arbetar med sköldpaddorna förrän han kommer till undsättning då de angrips, allierar han sig med dem redan i första striden i Manhattan Missions.

## Fiender
Fienderna kommer från både Mirageserierna och 1987 års tecknade TV-serie. Även Tatsu från första och andra långfilmen är en boss, liksom flera nya fiender.

### Fotklanen
Fotklanen slåss med traditionella japanska vapen och är de som stöts på mest. Fotsoldaterna påminner utseendemässigt om Mirageserierna även om de är klädda i svart som i filmerna i stället för rosa-aktiga färger som i Mirageserierna. 

### Punkare/Busar
Fiender som anfaller med kniv, basebollträn och järnrör.

### Maffia
Även maffiamedlemmar, som är gangstrar beväpnade med maskingevär, medverkar. En medlem har tagit över robotar (spindellika droider och stora svarta tank-robotar), och maffiabossen gömmer sig på sitt kontor och använder ett pilgevär som vapen.

### Triceratons
Detta är första gången Triceratons medverkar i datorspelen. De flesta är beväpnade, men på senare uppdrag bär de skjutvapen och rustning. De utkämpas under ett uppdrag.

### Katt- och råttgangsters
Bland originalfienderna finns ett ligistgäng bestående av muterade katter och råttor, ledda av en rått-brottsledare. De större katterna använder sina klor medan de mindre använder påkar. De leds av en rödlo med kedja runt armen. Råttorna använder skjutvapen och deras ledare är mycket starkare. Han bekämpas två gånger.

### Mouserrobotar\Baxter Stockman\Leatherhead
Mouserrobotarna finns i kloakerna, som leder till Baxter Stockmans dolda laboratorium där man stöter på Leatherhead, som slåss med en påk.

### Bebop och Rocksteady
Bebop hjälper maffian på det första uppdraget, medan Rocksteady medverkar senare. Bebop använder slag, medan Rocksteady använder sitt maskingevär. Deras utseende påminner om actionfigurerna.

### Tatsu
Shredders högra hand, som först bekämpas i Asiatown. Då han besegras tar han sig tillbaka till Foot Tower, där han använder sai. Bland hans medhjälpare finns en svartbältaded ninja, en kvinnlig ninja och en samuraj.

### Shredder
Shredder är slutbossen som bekämpas efter Tatsu och hans medhjälpare. Han använder främst sparkar, slag och sina järnhandskar. Då sköldpaddorna besegrat Shredder tar de honom till polisen, och firar sedan på taket till det hus där Aprils lägenhet finns. Shredders rustning är baserad på den i Mirageserien.

### Fotnoter
1. ↑  ”Teenage Mutant Ninja Turtles: Manhattan Missions (DOS)” (på engelska). Mobygames. 20 mars 1991. http://www.mobygames.com/game/dos/teenage-mutant-ninja-turtles-manhattan-missions. Läst 2 december 2015.